# 白石城の戦い
白石城の戦い（しろいしじょうのたたかい）は、慶長5年（1600年）7月に行なわれた伊達政宗軍と上杉景勝軍の戦いである。

## 概要

### 経緯
慶長3年（1598年）8月18日に豊臣秀吉が死去すると、五大老筆頭の徳川家康が次の覇者の座を狙い始めた。そして秀吉生前の掟を破って伊達政宗や蜂須賀家政らと婚姻を結ぶなどして政権内部で影響力をさらに強めたため、五奉行の石田三成ら反家康派が反発する。慶長4年（1599年）閏3月3日に五大老の次席格だった前田利家が死去すると、家康の勢いはもはやとどまることがなく、慶長5年（1600年）に入ると家康と三成の対立はもはや避けられないものとなりつつあった。
そして、会津の上杉景勝が年賀の挨拶で上坂せず、さらに最上義光や堀秀治らから景勝が領内で軍備を増強しているという訴えがあったため、家康と景勝の対立が起こる。家康は景勝に陳弁のための上坂を求めたが、景勝とその家老の直江兼続はこれを拒否したため、家康の号令で会津征伐が発生した。

### 白石城の戦い
家康は会津の上杉景勝を討伐するにおいて、伊達政宗には信夫口からの侵攻を命じていた。信夫口から上杉領に侵攻する場合は刈田郡に入ることになる。この刈田郡を抑える拠点が白石城で、秀吉の奥州仕置で没収されるまでは政宗の所領であった。
上杉氏の白石城代は甘粕景継であったが、景勝の命令で若松城に詰めていたため、甥の登坂勝乃が代理として守備していた。7月24日に政宗は攻撃を開始し、城下町や外曲輪、三の丸に火をかけて炎上させた。もともと支配していた城だったため、伊達軍は城の地理に明るく、7月25日午前までには本丸を除く全域を支配した。
登坂勝乃は勝機なしとして降伏しようとしたが、かつて政宗に滅ぼされた二本松畠山氏の旧臣・鹿子田右衛門が徹底抗戦を主張して譲らなかった。このため、勝乃は右衛門を謀殺して政宗に降伏した。政宗は叔父の石川昭光に守備を任せて北目城に引き揚げた。

## 影響
政宗は勢いに乗って、駒ヶ嶺城主・桜田元親に命じて上杉領の川股城を襲わせて落城させた。元親は上杉領に孤立することを恐れて城を焼き払って撤退したが、上杉氏は政宗の前に2日で2城も失った。直江兼続は白石城奪還のために後詰の軍勢を送ったが、刈田郡小原村で政宗に味方する百姓・野伏の集団によるゲリラ戦で敗れてしまい、結果として石田三成の挙兵を知って西上していく徳川勢を追撃することが不可能になったのである。

## 伝承
1602年、白石城の戦いにより伊達政宗が上杉景勝から奪い取った白石城に片倉景綱が城主として配され修繕を始めるが、夜に怪火や笑い声が聞こえ知らない女が目撃されるなどの怪現象が起きた。そして城で働いていた老女に狐が憑き「上杉がいた頃は狐は大事にされたが城主が変わって扱いが悪くなった。大事にすれば領内は安泰となる」との言葉を発したため、城を見下ろす場所に神社を建立して鎮めたという伝承がある。白石市福岡蔵本の字には「狐壇」「狐峰」など狐に関連した地名が現在でも残っている。